# 浜田ゆう子
浜田 ゆう子（はまだ ゆうこ、1939年3月20日 - 2014年）は、日本の女優。本名は山口富久子。大阪府出身。夫は俳優の葉山良二（1993年死別）。娘は女優の葉山知穂。

## 人物
1958年、大映に第12期ニューフェイスとして入社。1959年、映画『薔薇の木にバラの花咲く』でデビューする。以後、『女の勲章』『しとやかな獣』などに出演。ブルジョワ令嬢から悪女タイプまで幅の広い役柄を演じる美貌の女優として人気を得た。1972年に葉山良二と結婚、映画界から離れた。

## 主な出演

### 映画
- 薔薇の木にバラの花咲く（1959年、大映）
- 女の教室（1959年、大映）
- 拳銃の掟（1960年、大映）
- 濡れ髪喧嘩旅（1960年、大映）
- 大江山酒天童子（1960年、大映）
- 襲われた手術室（1960年、大映）
- 轢き逃げ族（1960年、大映）
- 五人の突撃隊（1961年、大映）
- 新夫婦読本 若奥様は売れっ子（1961年、大映）
- 新夫婦読本 窓から見ないで（1961年、大映）
- 泥だらけの拳銃（1961年、大映）
- 幼馴染みというだけさ（1961年、大映）
- 女の勲章（1961年、大映）
- 七人のあらくれ（1961年、大映）
- スーダラ節　わかっちゃいるけどやめられねぇ（1962年、大映）
- 雨の九段坂（1962年、大映）
- 新・悪名（1962年、大映）
- 男と女の世の中（1962年、大映）
- 秦・始皇帝（1962年、大映）
- サラリーマンどんと節　気楽な稼業と来たもんだ（1962年、大映）
- しとやかな獣（1962年、大映、DVD発売）
- 高校三年生（1963年、大映）
- 風速七十五米（1963年、大映）
- 八月生れの女（1963年、大映）
- 夜の配当（1963年、大映）
- わたしを深く埋めて（1963年、大映）
- 囁く死美人（1963年、大映）
- ぐれん隊純情派（1963年、大映）
- 温泉巡査（1963年、大映）
- 検事霧島三郎（1964年、大映）
- 黒の凶器（1964年、大映）
- 悪名太鼓（1964年、大映）
- 十七才の狼（1964年、大映）
- 喧嘩犬（1964年、大映）
- 眠狂四郎円月斬り（1964年、大映）
- 悪名一代（1967年、大映）
- 悪魔からの勲章（1967年、大映）
- 座頭市牢破り（1967年、大映）
- 勝負犬（1967年、大映）
- 残侠の盃（1967年、大映）
- 続 セックスドクターの記録（1968年、大映）
- 陸軍中野学校 開戦前夜（1968年、大映）
- 秘録おんな蔵（1968年、大映）
- 闇を裂く一発（1968年、大映）
- 蛇娘と白髪魔（1968年、大映）
- ガメラ対大悪獣ギロン（1969年、大映）
- あゝ海軍（1969年、大映）
- 緋牡丹博徒 仁義通します（1972年、東映）
- 実録三億円事件 時効成立（1975年、東映）

### テレビドラマ
- せんせい（1962年 - 1963年、TBS / 大映テレビ室） - 中原由美子
- 水の炎（1964年、NTV / 大映テレビ室）
- ライオン奥様劇場 / 眠れる魚（1965年、CX）
- テレビ・ルーテル・アワー「愛と憎しみの間」（1967年、NET、12ch / 日本ルーテル・アワー） - 浜野妙子
- 母の暦（1968年、NTV / 大映テレビ室）
- 特命捜査室 第7話「化粧する女」（1969年、CX / 東映）
- キイハンター 第172話「ダイヤモンドと女と泥棒たち」（1971年、TBS / 東映）
- 特別機動捜査隊（NET / 東映）
  - 第524話「ドルショック」（1971年） - 有子
  - 第545話「汚れた太陽」（1972年） - 篠崎優子
  - 第554話「悪女の季節」（1972年） -加納ルミ子
  - 第581話「蒼い性」（1972年） - 奈津子
  - 第589話「浅間山慕情」（1973年） - 寿子
  - 第661話「ある女刑事の逆襲」（1974年） - 奥野ゆかり
  - 第680話「結婚と離婚のバラード」（1974年） - 田辺昌美
  - 第702話「消えた一千万円」（1975年） - 猿渡利江
  - 第739話「あの子が危ない」（1976年） - 石神千鶴子
- プレイガール (12ch / 東映）
  - 第155話「スリラー 墓場から来た脅迫状」(1972年） - 前島ふじ子
  - 第248話「女の腹芸」（1973年） - 涼子
- 怪談 第8回「大奥あかずの間」（1972年、MBS / 歌舞伎座テレビ室） - 浦野
- 変身忍者 嵐 第42話「暗黒星雲を呼ぶ悪魔!!」（1973年、MBS / 東映） - お蝶の母
- イナズマン 第11話「バラバンバラはイナズマンの母」（1973年、NET / 東映） - 渡シノブ
- 仮面ライダーX 第12話「超能力少女をさらえ!」（1974年、MBS / 東映）- 河村恵子の母
- プレイガールQ 第2話「禁じられた恋人」（1974年、12ch / 東映）- 堤田光子
- バーディ大作戦 第24話「警官ギャング」（1974年、TBS / 東映）
- がんばれ!!ロボコン 第31話「プンゲララ! 笑わせるのも命がけ」（1975年、NET / 東映） - フジイヒロシの母
- Gメン'75　第73話「バカ!大人のバカ!!」（1976年､TBS / 東映）
- 太陽にほえろ! 第193話「二人の刑事」（1976年、NTV / 東宝） - 沢村夫人
- ザ・カゲスター 第1話「影法師 レインボー作戦！」 - 第12話「豹女の東京ジャングル作戦！」（1976年、NET / 東映） - 風村牧子
- 超神ビビューン 第17話「娘がよみがえる? 死の紙人形」（1976年、NET / 東映） - 母親
- 特捜最前線 第18話「硝煙の中に立つ女」（1977年、ANB / 東映）
- 妻そして女シリーズ 嫁・姑受験戦争（1990年、MBS）
- 新・部長刑事 アーバンポリス24（ABC）
  - 第23話「ガミ長危機一髪!」（1990年）
  - 第302話「ダンス教室殺人の謎」（1997年）
- 裸の大将放浪記（KTV）
  - 第67話「清の焼おにぎり」（1994年）
  - 第77話「フグと清と鉄人と 」（1996年） - 山根千代